# Унусозеро (озеро, Муезерский район)
Унусозеро — озеро на территории Ругозерского сельского поселения Муезерского района Республики Карелии.

## Общие сведения
Площадь озера — 7,6 км². Располагается на высоте 132,1 метров над уровнем моря.
Форма озера продолговатая: оно вытянуто с северо-запада на юго-восток. Берега каменисто-песчаные, местами заболоченные.
Из залива на северо-западной стороне озера вытекает ручей Редуоя, впадающий в Рокжозеро, через которое протекает река Рокжозеро. Река Рокжозеро впадает в реку Онду, втекающую, в свою очередь, в Нижний Выг.
Ближе к южной оконечности в озере расположены два небольших острова без названия.
К озеру с разных сторон подходят автозимники.
Код объекта в государственном водном реестре — 02020001311102000008197.